# Cronicón mayoricense
El Cronicón mayoricense és una miscel·lània de notícies i relacions històriques de Mallorca ordenades cronològicament del 1229 al 1800 per Àlvar Campaner i Fuertes. Editada en fascicles a Palma entre els anys 1881 i 1884, l'any 1967 fou reeditat tot completant-se amb un índex temàtic obra de Jaume Cerdà i Oliver, conformat per Campaner mateix.
Les notícies són extretes de manuscrits de diversos autors mallorquins, com Joan Binimelis, Guillem Terrassa, Josep Maria Bover o Bonaventura Serra i Ferragut; reprodueix, a més, documents inèdits importants, com l'Auto general de la inquisició de Mallorca al 13 de gener de 1675, o impresos rars, com el Llibre de la benaventurada vinguda de l'emperador i rei don Carlos en la sua Ciutat de Mallorques (del 1542).
El Cronicón de Campaner és una font d'informació molt vàlida per trobar referenciats en un mateix volum diferents notícies ja recollides per diversos erudits o cronistes coetanis als fets que citen, que presenten un grau de dispersió que no afavoreix la celeritat de la feina de l'investigador. El seu caràcter divulgador de notícies inèdites o de difícil consulta és la raó de l'obra, com afirma el propi Campaner a la introducció del volum, el seu objectiu era:
| «                                                                 | acopiar datos y noticias para contribuir a la ulterior formación de aquella Historia [de Mallorca], salvando de la destrucción o del extravío algunos de los trabajos de nuestros antepasados, de los cuales bastantes han sido ya pasto del polvo y la polilla, y no pocos extraídos de la isla para figurar en colecciones ignoradas o donde no serán fácilmente accesibles a nuestros estudios. | » |
| — Àlvar Campaner i Fuertes, Cronicón mayoricense, 1881-1884, p. 5 | |   |

Campaner, en la majoria dels casos, només fa una referència global a la font d'on ha extret la notícia en qüestió, un tret habitual en els treballs històrics de l'època que dificulta en algunes ocasions la localització a posteriori de la notícia per part de l'investigador. Campaner va recollir moltes de les notícies a partir de treballs manuscrits d'altres autors, fent més accessibles a l'interessat unes notícies històriques de difícil abast, sigui pel fet de trobar-se entre la profusa documentació de diferents arxius, sigui per haver estat recollides en recopilacions de difícil consulta.